# Yorito
Yorito es un municipio del departamento de Yoro en la República de Honduras.

## Toponimia
Su nombre proviene de la palabra diminutiva de Yoro.

## Límites
| Orientación | Límite                                 |
| ----------- | -------------------------------------- |
| Norte       | Municipio de Yoro, Yoro                |
| Sur         | Municipio de Sulaco, Yoro              |
| Este        | Municipio de Yoro, Yoro                |
| Este        | Municipio de Marale, Francisco Morazán |
| Oeste       | Municipio de Victoria, Yoro            |

## Surgimiento del Municipio
La historia del origen del Municipio, se remonta a los tiempos de la colonia en esta zona. Según estudios antropológicos, Cerca de la Comunidad de Luquigüe, pasaba el camino real que conectaba el centro del país a la zona norte, y esta aldea es probablemente el asentamiento más antiguo del Municipio de la época colonial; el templo católico fiel testigo de la colonización fue construido en el año de 1,673
Tomando por base la venida a estas comarcas, del Misionero Manuel de Jesús Subirana, se puede decir que este pueblo ya existía en 1735. En el primer recuento de población en 1791, era un pueblo del curato de Sulaco. En la división política territorial de 1889 era un municipio del Distrito de Yoro.

## Fecha de fundación
Se fundó oficial y legalmente el 1 de junio de 1889, pero, en el año de 1791, Yorito era un pueblo que pertenecía al curato de Sulaco, que tenía desde el año de 1654 el convento de San Francisco y había recibido subtítulo de ejidos municipales en el año de 1707.

## Origen del municipio
Según la historia tradicional, Yorito, cuyo nombre es el diminutivo del pueblo que representa el departamento “Pequeño Corazón Centro”, ya existía en el siglo XVIII relacionado con la presencia en la zona del sacerdote protector de los indios, Manuel de Jesús Subirana. En el censo eclesiástico de 1791 es un pueblo del curato de Sulaco. En el censo poblacional de 1801, figura como pueblo de indios de la subdelegación de Yoro y en el censo de 1887 ya figuraba como Municipio del distrito de Yoro; ya para el año 1889, Yorito se independizó y se formó como un nuevo Municipio (Palacios & Flores, 2012).

## Población
La población de Yorito según el RNP es de 22627 personas Nacidas y Registradas como Ciudadanos Yoriteños.
Según el Plan de Desarrollo Municipal hecho por la Alcaldía Municipal de Yorito en el Año 2023, la población que actualmente habita en el municipio es de 16281 personas entre las cuales 8223 son Mujeres y 7924 son Hombres. el 40.6% de la población de Yorito es Descendiente directo de la Etnia Tolupán y esta población se encuentra distribuida habitando en la Zona 1 (Aldea la Esperanza, Aldea Vallecillos), Zona 2 (Aldea Santa Marta) y Zona 4 (aldea Luquigüe) siendo en la aldea Luquigüe y Santa Marta en donde se encuentra directamente asentada esta población, y el 59.4 % de la población es mestiza y ladina o allegada de otras zonas del país.

## División política
Aldeas: 9 (2023)
Caseríos: 81 (2023)
| Código | Aldea        |
| ------ | ------------ |
| 181101 | Yorito       |
| 181102 | El Destino   |
| 181103 | El Portillo  |
| 181104 | Jalapa       |
| 181105 | La Esperanza |
| 181106 | Luquigue     |
| 181107 | Pueblo Viejo |
| 181108 | Santa Marta  |
| 181109 | Vallecillos  |